# Ridge Racer V
Ridge Racer V (リッジレ ー サ ー ファイブ  Rijji Rēsā Faibu?) es un videojuego de carreras desarrollado y publicado por Namco para PlayStation 2 y cabinas arcade. Centrándose en las carreras de deriva a alta velocidad en la ficticia Ridge City, el juego presenta 7 pistas, 15 vehículos y 6 modos de juego. Además es el primer juego de la consola PlayStation 2.

## Jugabilidad
En Ridge Racer V, el jugador es un piloto de carreras que participa en eventos a través de Ridge City en una variedad de autos ficticios. La atención se centra en una conducción accesible y divertida en lugar de simular cómo se comporta un automóvil en el mundo real; como tal, se alienta al jugador a deslizarse con fuerza en la mayoría de las esquinas tocando el freno al ingresar al giro. Las carreras en RRV se dividen en diferentes formatos de carrera. El modo principal es Grand Prix, una serie de campeonatos estructurados que premian al jugador con autos nuevos. Otros modos incluyen Tiempo de Ataque, a una larga distancia Carreras de resistencia llamada 99 Trial y carreras gratuitas en cualquiera de los recorridos desbloqueados. Dos jugadores también pueden participar en una carrera de pantalla dividida uno contra el otro. Una carrera especial se desbloquea después de que el jugador cumple ciertos requisitos: presenta a los personajes del juego de arcade Pac-Man en un Roadster (automóvil), y los fantasmas de Pac-Man: Blinky, Pinky, Inky y Clyde en un Scooter (motocicleta). Ganar esta carrera desbloquea autos especiales de clase de duelo para usar en otros modos de juego. Los coches de la clase Duelo se pueden ganar al derrotar a los jefes en el modo Duel del juego después de cumplir ciertos requisitos. Después de que los 4 jefes sean derrotados en el modo Duelo, Battle Royal se desbloquea, permite al jugador elegir cualquier auto de clase de duelo y desafía a los 4 jefes en una carrera de jefes (incluidos los que el jugador ha seleccionado).

## Desarrollo
Kohta Takahashi se desempeñó como director de sonido y compositor principal de Ridge Racer V , quien anteriormente estuvo involucrado en R4: Ridge Racer Type 4. Para crear una "nueva experiencia emocionante", trajo al dúo japonés de música electrónica Boom Boom Satellites y al DJ alemán Mijk van Dijk, junto con los compositores de Namco Nobuyoshi Sano, Yuu Miyake y Yoshinori Kawamoto, para contribuir con la música al juego. Esto dio como resultado que el juego tuviera una banda sonora diversa, incluidos géneros como trance, death metal y breakbeat.
Aunque más que nada, la música es compuesta con esos géneros debido al limitado espacio de los discos compactos de la PlayStation 2, y eso se puede notar en la mayoría de juegos de la PS2 que se guardaron en CD.

## Port de Arcade
Ridge Racer V: Arcade Battle, el port para arcade de Ridge Racer V , apareció por primera vez en 2001 para la plataforma arcade Namco System 246. La versión arcade tiene algunas características, como Duelo, Free Run y Pac-Man GP fueron eliminadas. Este es el último Ridge Racer para plataforma arcade hasta el Pachislot Ridge Racer, que fue unjuego de pachislot lanzado siete años después. Los juegos de arcade Ridge Racer fueron reemplazados por las series Mario Kart Arcade GP y Wangan Midnight Maximum Tune.

## Recepción
La versión de PS2 recibió "revisiones generalmente favorables" según el sitio web de Metacritic.
Jeff Gerstmann de GameSpot otorgándole un 7,6 / 10, diciendo "Ridge Racer V es un juego divertido y atractivo que complacerá a los fanáticos mayores de Ridge Racer. Jugadores que eligieron la serie en torno a Ridge Racer el tercer juego, o R4: Ridge Racer Type 4 el cuarto juego puede estar un poco decepcionado con la forma en que manejan los autos, pero no tanto como para que su diversión se arruine. En general, el juego se siente un poco apresurado con su diseño de pista de fácil salida, y es realmente una lástima que Ridge Racer V no recibió el mismo tratamiento que Tekken Tag Tournament recibió cuando se tradujo para el mercado interno ".
Jeff Lundrigan revisó la versión de PlayStation 2 del juego para Next Generation, calificándolo con tres estrellas de cinco, y declaró que "Al igual que sus predecesores", Ridge Racer V "inicialmente te sorprenderá con gráficos llamativos y una gran sensación de velocidad. Desafortunadamente, no hay mucha carne bajo el caparazón básico de este juego".